# Systofteskatten
Systofteskatten er et enormt depotfund bestående af 30258 mønter fra middelalderen, som er nedlagt omkring år 1330 i Systofte på Falster.
Den blev fundet i 1871 i en have og var den største samling af borgerkrigsmønter i landet. Mange af mønterne var så slidte og ødelagte, at 2511 ikke kunne bestemmes. Der fandtes i alt 692 mønter fordelt på 20 typer mønter slået på Sjælland under Erik Menved. Langt størstedelen af mønterne stammer fra Christoffer 2.s regeringstid; 23.566 mønter fordelt på 10 typer var slået på Sjælland, 1024 mønter fordelt på syv typer slået på Lolland og 2463 mønter fordelt på 10 typer slået i Nordjylland.
Af de 49 typer mønter, som blev identificeret, var de tre ukendte.
Mønterne havde været lagt ned i to lærredsposer. Ud over mønterne fandt man også to bidsler og en håndfuld glasperler. Tre var hele og fire var halve.